# Szemere
Szemere es un pueblo ubicado en el distrito de Encs, en el condado de Borsod-Abaúj-Zemplén, Hungría.

## Superficie
Posee una superficie de 26,30 kilómetros cuadrados.

## Demografía
Hasta 2019 la población era de 442 habitantes, con una densidad de población de 16,81 habitantes por kilómetro cuadrado.